# Mount Crawford (berg i Australien, South Australia, Barossa, lat -34,70, long 138,97)
Mount Crawford är ett berg i Australien. Det ligger i regionen Barossa och delstaten South Australia, omkring 42 kilometer nordost om delstatshuvudstaden Adelaide. Toppen på Mount Crawford är 559 meter över havet, eller 100 meter över den omgivande terrängen. Bredden vid basen är 1,1 km.
Närmaste större samhälle är Tanunda, omkring 19 kilometer norr om Mount Crawford. 
Trakten runt Mount Crawford består till största delen av jordbruksmark. Runt Mount Crawford är det mycket glesbefolkat, med 3 invånare per kvadratkilometer. Genomsnittlig årsnederbörd är 419 millimeter. Den regnigaste månaden är juli, med i genomsnitt 68 mm nederbörd, och den torraste är december, med 8 mm nederbörd.